# Eleccions legislatives xipriotes de 1981
Les Eleccions legislatives xipriotes de 1981 es van celebrar a Xipre el 24 de maig de 1981. El demòcrata Georgios Ladas fou elegit president de la Cambra de Representants de Xipre.
Resum dels resultats electorals de 24 de maig de 1981 a la Cambra de Representants de Xipre
|                        | Partit Progressista del Poble Treballador Anorthotikon Komma Ergazemenou Laou                  | 95.364  | 32,77 | 12 | +3  |
|                        | Reagrupament Democràtic Dimokratikos Sinagermos                                                | 92.886  | 31,92 | 12 | +12 |
|                        | Partit Democràtic Dimokratikon Komma                                                           | 56.749  | 19,50 | 8  | -13 |
|                        | Moviment per la Socialdemocràcia-EDEK Kinima Sosialdimokraton Eniaia Dimokratiki Enosi Kentrou | 23.772  | 8,17  | 3  | -1  |
|                        | Front Militant Panxipriota Παγκύπριο Αγωνιστικό Μέτωπο                                         | 8.115   | 2,79  | 0  |     |
|                        | Unió del Centre Ένωση Κέντρου                                                                  | 7.968   | 2,74  | 0  |     |
|                        | Nou Alineament Democràtic Νέα Δημοκρατική Παράταξι                                             | 5.584   | 1,92  | 0  |     |
|                        | Independents                                                                                   | 583     | 0,2   | 0  | -1  |
|                        | Total (participació %)                                                                         | 295.602 | 100.0 | 35 |     |
| Font: diaris xipriotes |                                                                                                |         |       |    |     |